# Högsta kustlinjen

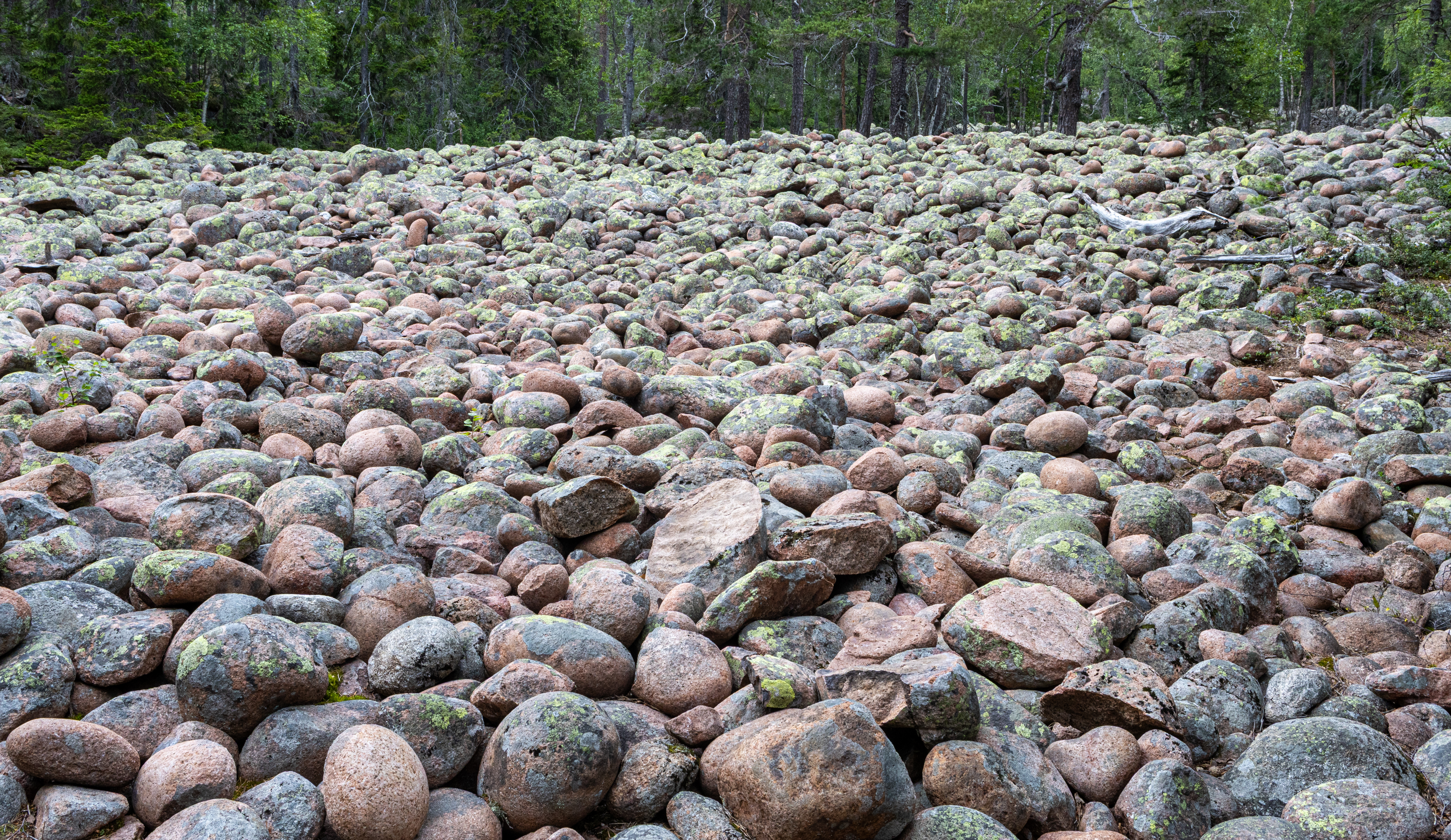
Klapperstensfälten i Skuleskogen utgör högt belägna rester av en stenstrand.

Högsta kustlinjen, (HK), är den marknivå dit havet nått som högst under eller efter den senaste istiden. Den är i Sverige alltid högre än dagens havsnivå. All mark nedanför högsta kustlinjen har alltså legat under vatten. Denna nivå varierar i landet och är högst i Ångermanland. 

## Bakgrund
Vanligtvis har den högsta kustlinjen bildats i samband med avsmältning av inlandsisen. Stora delar av dagens landyta var nertryckt av isen, men avsmältningen och efterföljande landhöjning har lett till att dåvarande kustlinje har förskjutits och nu är över havsnivå. Det är alltså inte att havet sjunkit, utan att marken höjt sig (och höjer sig) som gör att högsta kustlinjen är över dagens kustlinje. 
Landhöjningen efter inlandsisen är olika kraftig i olika delar av landet, vilket gör att högsta kustlinjen varierar över landet. I Ångermanland nådde havsnivån nära 300 meter ovan dagens havsyta. Skuleberget på Höga Kusten har Sveriges och även världens högsta marina kustlinje, på 286 meter över havet. I sydligaste Sverige är högsta kustlinjen som lägst i landet, mellan 10 och 20 meter över havet.

## Funktion
Högsta kustlinjen är en viktig referens för geologer eftersom man kan förvänta sig stora variationer i sammansättning av jordarter och deras ordning i undergrunden beroende på om en plats har legat under vatten och/eller is en längre tid. Områden ovanför högsta kustlinjen domineras av morän-jordar, eventuellt med tunnare lager av finare jordarter (lera, silt). Detta beror på att området lämnats mer eller mindre "orört" av geologiska processer sedan inlandsisen dragit sig tillbaka.
Områden nedanför högsta kustlinjen tenderar att ha en mer komplex jordlagerföljd, eftersom vattnet möjliggjort transport och sedimentation av finkornigt material. Därför är som regel moränen täckt av finkornigare jordarter i olika lager med olika mäktighet (tjocklek) beroende på när och hur de bildats. Moräner som frilagts och sköljts ur av havet i strandzonen benämns svallade moräner.
Högsta kustlinjens placering har också stor betydelse för vilka isälvsavlagringar som kan förväntas i ett område; isälvsdeltan, sandur och rullstensåsar. Även vissa landformer helt eller delvis uppbyggda av morän kan beroende på bildningssättet endast förväntas över eller under högsta kustlinjen. Ett exempel är De Geer-moräner som endast förekommer nedanför den högsta kustlinjen.

## Marina gränsen
Högsta marina gränsen (marina gränsen, MG), är den högsta nivå till vilken havet nått under eller efter senaste istiden. Då östersjöområdet har skapats även av andra vatten än havet används numera ofta det mera neutrala begreppet högsta kustlinjen (HK).